# Trevor van Riemsdyk
Trevor van Riemsdyk (* 24. Juli 1991 in Middletown, New Jersey) ist ein US-amerikanischer Eishockeyspieler, der seit Oktober 2020 bei den Washington Capitals in der National Hockey League unter Vertrag steht. Zuvor war der Verteidiger drei Jahre bei den Chicago Blackhawks aktiv, mit denen er in den Playoffs 2015 den Stanley Cup gewann, und stand weitere drei Jahre bei den Carolina Hurricanes auf dem Eis.

## Karriere
Trevor van Riemsdyk wurde in Middletown geboren und besuchte dort die Christian Brothers Academy, eine katholische Privatschule. Dort spielte er für die Colts, die Eishockeymannschaft der Schule, und wurde in der Saison 2008/09 mit elf Toren und 47 Assists als Verteidiger zum Topscorer des Teams. 2009 wechselte er in die Eastern Junior Hockey League (EJHL) zu den New Hampshire Junior Monarchs, bei denen er in den kommenden zwei Jahren einen Punktedurchschnitt von über 1,0 pro Spiel erreichte. Zudem gewann er mit der Mannschaft in der Saison 2010/11 die Meisterschaft der EJHL, wobei er persönlich als Defensive Player of the Year ausgezeichnet wurde.
Ab 2011 besuchte van Riemsdyk die University of New Hampshire und folgte somit seinem Bruder James van Riemsdyk. An der UNH stand der Amerikaner von nun an für die Wildcats auf dem Eis und führte bereits als Freshman alle Verteidiger des Teams in Scorerpunkten (19) an. Am Ende seiner ersten Saison in der Hockey East, einer College-Liga unter Organisation der National Collegiate Athletic Association, wurde er ins Hockey East All-Rookie Team berufen. Da er im NHL Entry Draft nicht berücksichtigt wurde, nahm er im Sommer 2012 an einer Talent-Sichtung der Philadelphia Flyers teil, hinterließ dort allerdings keinen bleibenden Eindruck. Somit spielte der Verteidiger weiterhin für die Wildcats und kam in der Saison 2012/13 in 39 Spielen auf 33 Scorerpunkte.

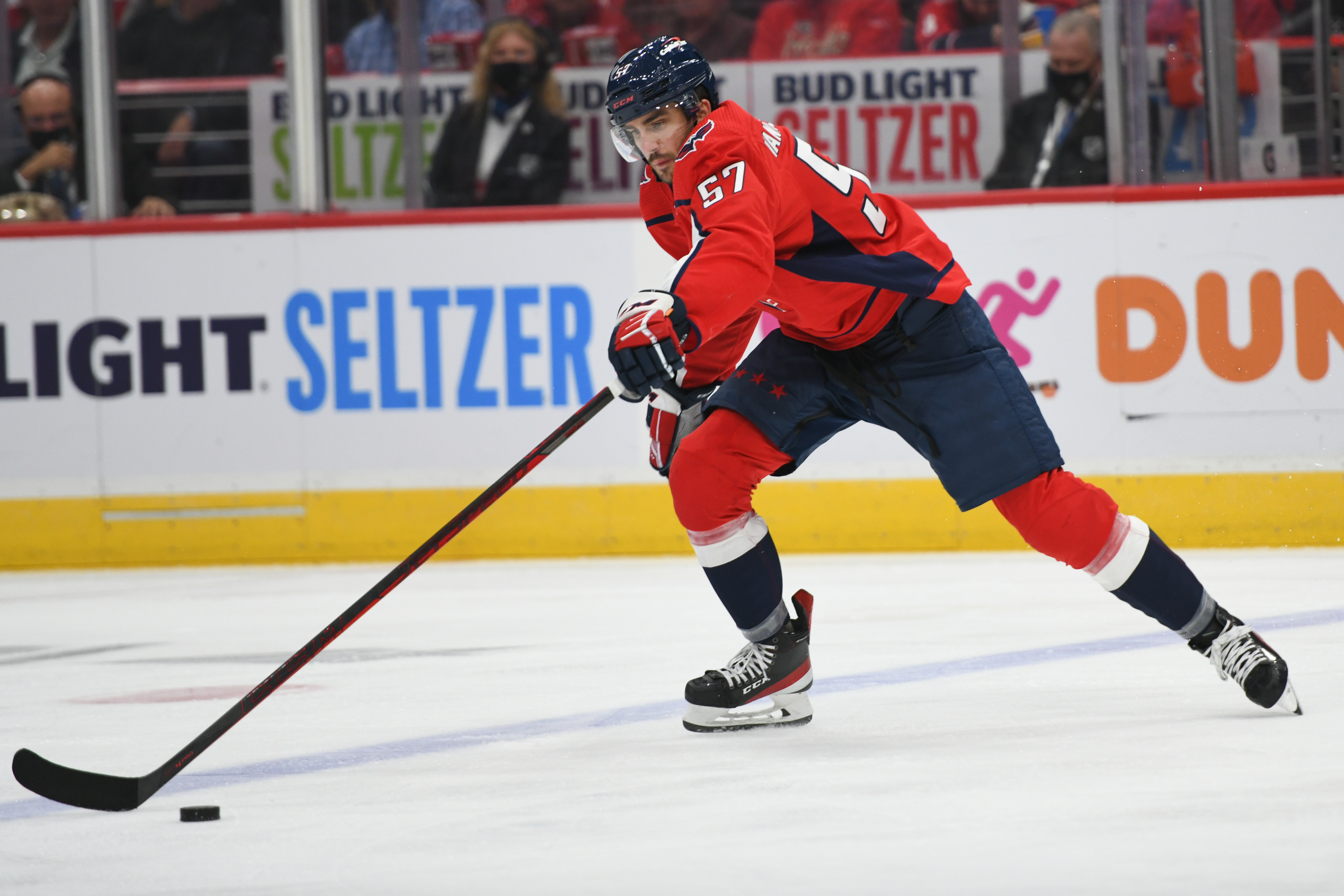
Van Riemsdyk im Trikot der Washington Capitals (2021)

### NHL
Nach einer weiteren Saison in der Hockey East, in der er die Wildcats als Assistenzkapitän anführte, wurde van Riemsdyk im März 2014 als Free Agent von den Chicago Blackhawks verpflichtet. In der Folge absolvierte er die Saisonvorbereitung mit den Blackhawks und konnte sich auf Anhieb im NHL-Aufgebot etablieren, sodass er am ersten Spieltag der Saison 2014/15 zu seinem Debüt in der National Hockey League kam. Van Riemsdyk verpasste keines der ersten 18 Saisonspiele, zog sich jedoch am 16. November 2014 eine Patellafraktur zu, als er einen gegnerischen Schlagschuss abwehrte. Es folgte eine knapp viermonatige Verletzungspause, die am 14. März 2015 endete, als er sein erstes Spiel für die Rockford IceHogs, das Farmteam der Blackhawks, in der American Hockey League bestritt. Es folgten sieben weitere Spiele für die IceHogs, ehe sich der Amerikaner erneut verletzte und am Handgelenk operiert werden musste. Die folgende zweimonatige Spielpause sorgte dafür, dass van Riemsdyk in der gesamten regulären Saison 2014/15 nur 26 Pflichtspiele absolvierte.
Trotz der fehlenden Spielpraxis beriefen ihn die Blackhawks Ende Mai zurück ins NHL-Aufgebot, sodass er vier Spiele des Stanley-Cup-Finales gegen die Tampa Bay Lightning absolvierte und in der Folge bereits in seiner ersten NHL-Saison den Stanley Cup gewann. Nach der Saison wurde sein Vertrag in Chicago um zwei Jahre verlängert. Bei der Weltmeisterschaft 2017 gab der Verteidiger sein Debüt für die Nationalmannschaft der USA und belegte mit dem Team dabei den fünften Platz.
Am 21. Juni 2017 wurde er im NHL Expansion Draft 2017 von den Vegas Golden Knights ausgewählt, jedoch nur einen Tag später gemeinsam mit einem Siebtrunden-Wahlrecht im NHL Entry Draft 2018 zu den Carolina Hurricanes transferiert. Diese gaben im Gegenzug ein Zweitrunden-Wahlrecht im NHL Entry Draft 2017 an Vegas ab. Nach drei Jahren in Carolina wurde sein auslaufender Vertrag nach der Spielzeit 2019/20 nicht verlängert, sodass er sich im Oktober 2020 als Free Agent den Washington Capitals anschloss.

## Erfolge und Auszeichnungen
- 2011 EJHL Defensive Player of the Year
- 2012 Hockey East All-Rookie Team
- 2013 Hockey East First All-Star Team
- 2015 Stanley-Cup-Gewinn mit den Chicago Blackhawks

## Karrierestatistik
Stand: Ende der Saison 2024/25

### International
Vertrat die USA bei:
- Weltmeisterschaft 2017

(Legende zur Spielerstatistik: Sp oder GP = absolvierte Spiele; T oder G = erzielte Tore; V oder A = erzielte Assists; Pkt oder Pts = erzielte Scorerpunkte; SM oder PIM = erhaltene Strafminuten; +/− = Plus/Minus-Bilanz; PP = erzielte Überzahltore; SH = erzielte Unterzahltore; GW = erzielte Siegtore; 1 Play-downs/Relegation; Kursiv: Statistik nicht vollständig)

## Familie
Sein zwei Jahre älterer Bruder James van Riemsdyk ist ebenfalls NHL-Profi. Sein jüngerer Bruder Brendan van Riemsdyk (* 1996) spielt seit der Saison 2021/22 für diverse Teams in der ECHL. Die Familie hat niederländische Wurzeln.